# Pronetalolo
Il pronetalolo è un composto chimico di formula C15H19NO che in condizioni standard si presenta come un solido biancastro.

## Storia
I primi antagonisti dei recettori β-adrenergici clinicamente utili, il pronetalolo e il propranololo, furono scoperti e sviluppati dal farmacologo britannico Sir James Black. La loro utilità nel trattamento dell'ipertensione fu dimostrata per la prima volta nei pazienti da Prichard.

## Caratteristiche strutturali e fisiche
Il prenetalolo è un membro dei naftaleni ed è strutturalmente correlato al propranololo. Il composto risulta solubile in DMSO.
| N. di atomi pesanti                              | 17                                                                      |
| N. di donatori di legami a idrogeno              | 2                                                                       |
| N. di accettori di legami a idrogeno             | 2                                                                       |
| N. di elementi stereogenici atomici non definiti | 1                                                                       |
| N. di legami ruotabili                           | 4                                                                       |
| Massa monoisotopica                              | 229,146664230 u                                                         |
| Superficie polare                                | 32,3 Å²                                                                 |
| Sezione d'urto                                   | 155,78 Å² [M+H]+ 154,15 Å² [M+K]+ 151,34 Å² [M+H-H2O]+ 154,4 Å² [M+Na]+ |

## Reattività e caratteristiche chimiche

### Spettri analitici
- MS-MS[8]

## Farmacologia e tossicologia

### Farmacodinamica
Il pronetalolo è un antagonista non selettivo dei recettori β-adrenergici per cui mostra un'affinità circa 125-150 volte inferiore (140-830 nM) rispetto al propranololo (1,1 – 5,7 nM). Come il propranololo, il pronetalolo è un agente cationico-amfifilico che presenta effetti di stabilizzazione della membrana non correlati al blocco dei recettori β-adrenergici.

### Effetti del composto e usi clinici
Il pronetalolo è stato il primo antagonista dei recettori β-adrenergici utilizzato per il trattamento della cardiopatia coronarica e delle aritmie cardiache.

### Tossicologia
È stato dimostrato che il composto risulta carcinogeno.
| Organismo | Somministrazione | Dose         | Effetti                                                           |
| --------- | ---------------- | ------------ | ----------------------------------------------------------------- |
| Ratto     | orale            | 900 mg/kg    | convulsioni, edema polmonare acuto                                |
| Ratto     | iv               | 45 mg/kg     | convulsioni, edema polmonare acuto                                |
| Topo      | orale            | 337 mg/kg    | atassia, stimolazione respiratoria, cambiamenti a livello motorio |
| Topo      | ip               | 124 mg/kg    | atassia, stimolazione respiratoria, cambiamenti a livello motorio |
| Topo      | iv               | 28.800 ug/kg |                                                                   |

## Applicazioni
Il pronetalolo è attualmente utilizzato come standard interno per l'analisi HPLC del propranololo nei materiali biologici.